# Diego Fernández de Villalán
Diego Fernández de Villalán (Valladolid, 1466 - Almería, 1556) fue un religioso de la Orden Franciscana que ocupó el cargo de obispo de Almería desde 1523 hasta su fallecimiento, además de ser el confesor del cardenal Cisneros. Su mayor obra fue la Catedral de Almería y además, creó el Sol de Villalán, actualmente uno de los símbolos de Almería.

## Biografía
Villalán probablemente nació en Valladolid y perteneció a la orden de San Francisco en la rama de los menores de la obediencia. Fue compañero del cardenal Cisneros, con el que vivió la gran reforma católica emprendida por los Reyes Católicos y, debido a su gran conocimiento teológico y escriturista, se convirtió en su secretario y confesor entre 1501 hasta el fallecimiento del cardenal en 1523.
Ejerciendo el derecho de presentación, el monarca Carlos I de España lo nombró obispo de Almería en 1523, cargo que ocupó hasta su defunción en 1556, siendo el cuarto obispo nombrado después de la Reconquista y el primero que establece su residencia en Almería. Nombrado obispo para la sede almeriense por el Papa Adriano VI el 17 de julio de 1523, tomó posesión de la misma por poderes el día 10 de noviembre. Su llegada a la diócesis debió ser muy pronto, a juzgar por las actividades inmediatas, siendo acompañado por un secretario, dos comensales, su hermana Juana de Villalán y su sobrino Bartolomé de Villalán, a quien nombró provisor y vicario general.
Se encontró la ciudad en gran medida destruida por el terremoto del 22 de septiembre de 1522, incluyendo la catedral ubicada en la antigua mezquita aljama. Por lo tanto, adquiere una serie de terrenos y casas de más de 5.000 metros cuadrados y a finales de ese mismo año puso la primera piedra de la nueva catedral-fortaleza, de estilo gótico isabelino. El templo no solo proporcionó un uso religioso, sino que cobijó a los fieles cuando se daban ataques de piratas berberiscos en la costa. Además, tuvo que reorganizar totalmente la diócesis y edificó templos y edificios como el hospital de Santa María Magdalena. La situación que encontró, exigía un hombre de un temple excepcional: una diócesis en la que no habían residido sus pastores, en la que gran parte de la población eran conversos o nuevos cristianos, comenzando la repoblación y amenazados por la pobreza y la piratería berberisca.
Creó nuevas canonjías por mandato real, impulsó el culto al Santísimo Sacramento y reformó en gran medida el clero. Se enfrentó a los señores temporales, en gran medida pertenecientes al marquesado de los Vélez, a quien no dudó en poner pleitos ante el Consejo de Castilla debido a que, a pesar de gozar de las tercias de los diezmos, no reparaban los templos de sus señoríos ni acudían a las obligaciones de culto. Asimismo, se enfrentó a otros obispados que le habían arrebatado una serie de pueblos de su jurisdicción, como los pleitos emprendidos contra la Diócesis de Cartagena y contra el arzobispo de Granada Gaspar Ávalos de la Cueva, cuyo caso llegó hasta el Vaticano. En diciembre de 1526 acudió a la capilla de los Reyes Católicos, en Granada, a una reunión de teólogos para abordar el problema de las costumbres y vestimenta de los moriscos.
Finalmente, falleció el 7 de julio de 1556, con noventa años de edad, muy avanzada para la época, y fue sepultado en un artístico sepulcro de mármol en la capilla del Santo Cristo de la Escucha, en la cabecera de la Catedral que él mismo había encargado su construcción a Juan de Orea.

## Leyenda del perro
Según cuenta una leyenda, un perro entró en las obras de la catedral cuando se estaba construyendo, comenzó a ladrar y salió corriendo del templo. El obispo Villalán y los albañiles salieron al exterior para ver qué le sucedía, derrumbándose acto seguido la estancia en la que se encontraban justo antes. El obispo pudo salvarse gracias al can y, según esta leyenda, fue el motivo por el que mandó esculpir la estatua del perro a los pies de su sepulcro, visitable en la actualidad.